# Viking Air

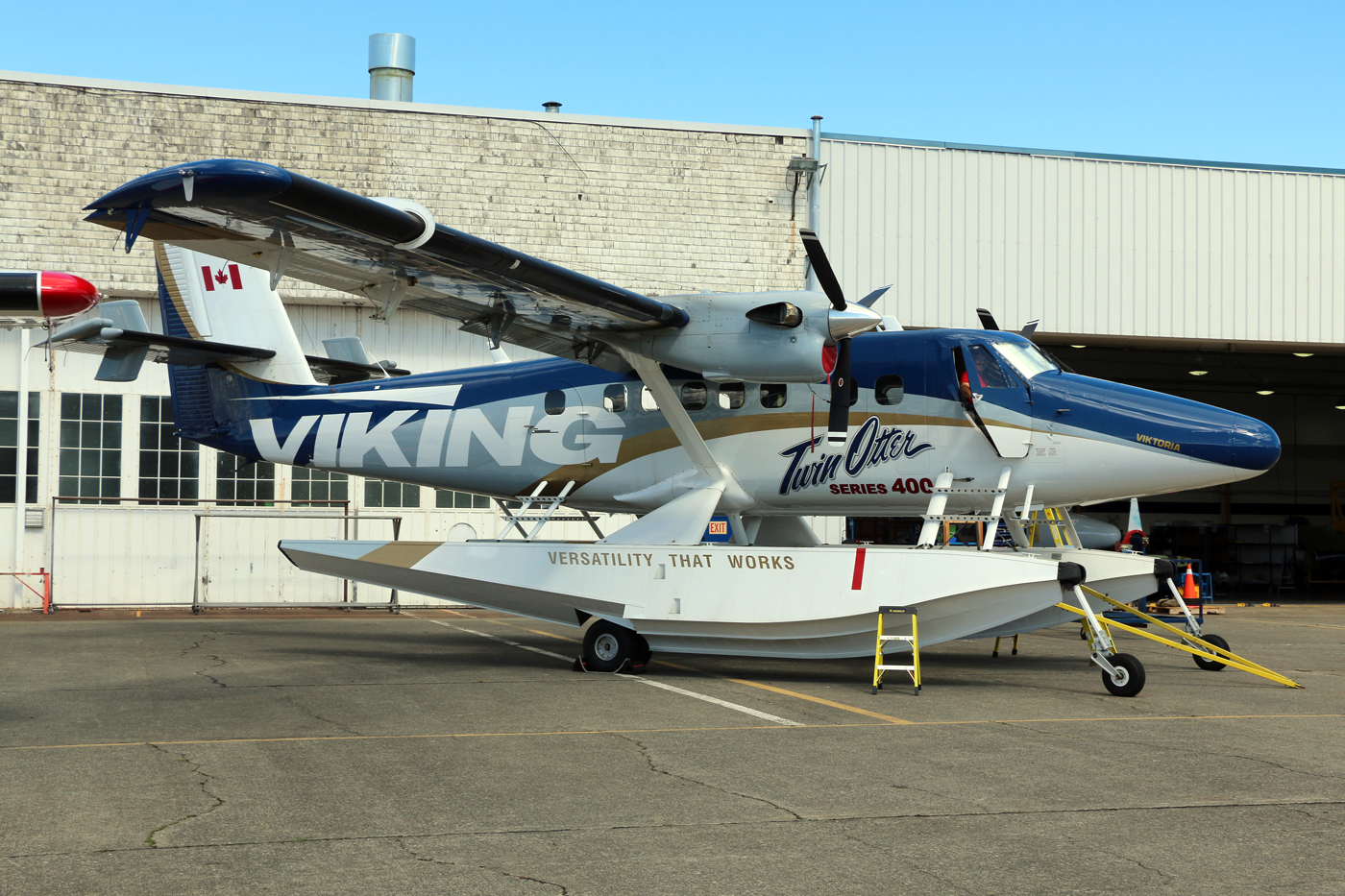
Die neuproduzierte Twin Otter Serie 400

Viking Air Limited ist ein Luftfahrtunternehmen mit Firmensitz in Sidney in der kanadischen Provinz British Columbia. Heute gehört Viking Air Limited zur kanadischen Longview Aviation Capital Corp. (LAC). Die Firma ist ein Dienstleistungsunternehmen für Flugzeughandel, -leasing und -instandhaltung sowie Hersteller des wieder neu produzierten Flugzeugtyps DHC-6 Twin Otter.

## Geschichte
Die Gründung erfolgte 1970 durch Nils Christensen. Es wurden alle Arten von Flugzeugen überholt, gewartet und umgebaut, das Unternehmen spezialisierte sich jedoch auf Flugboote. 1983 erwarb Christensen die ausschließlichen Rechte von de Havilland Canada zur Herstellung von Ersatzteilen und zum Vertrieb der DHC-2 Beaver, DHC-2T Turbo Beaver und der DHC-3 Otter. Er zog sich 1987 als Präsident von Viking Air zurück.
Im Jahr 2006 übernahm Viking Air auch die Musterzulassungen der ehemaligen De-Havilland-Canada-Luftfahrzeugmuster DHC-1 Chipmunk, DHC-2 Beaver, DHC-2T Turbo Beaver, DHC-3 Otter, DHC-4 Caribou, DHC-5 Buffalo, DHC-6 Twin Otter und DHC-7, die von Bombardier Aerospace an Viking Air verkauft wurden.
Im selben Jahr wurde von Viking Air auch die Musterzulassung des Amphibienflugzeuges TR-1 Trigull von Trident Aircraft übernommen. Viking Air erwarb auch die beiden verbliebenen Trident TR-1 Trigull-Prototypen.
Im Jahr 2016 kaufte Viking Air wiederum von Bombardier die Produktion und weltweite Wartung des Amphibienflugzeuges Canadair CL-415 und die Rechte des Vorgängermodells Canadair CL-215. Zum Zeitpunkt der Übernahme befanden sich weltweit noch 170 Flugzeuge dieser beiden Typen bei 21 unterschiedlichen Betreibern im Einsatz.
Am 8. November 2018 wurde bekannt, dass Bombardier die Rechte, die Produktion und die weltweite Wartung der DHC-8 für 300 Millionen US-Dollar an die Muttergesellschaft Longview Aviation Capital verkaufen möchte. Longview will auch die Marke De Havilland übernehmen. Longview Aviation Capital gründete am 3. Juni 2019 De Havilland Aircraft of Canada. Der Start erfolgt mit dem formellen Abschluss der Transaktion, durch die Longview Aviation Capital das gesamte DHC-8-Programm einschließlich der Serien 100, 200 und 300 sowie das 400-Serienprogramm von Bombardier Aerospace übernimmt.
Im Jahr 2019 übernahm Viking Air die Musterzulassungen der ehemaligen Short Brother-Luftfahrzeugmuster Short Skyvan, Short 330 und Short 360.

## Flugzeugproduktion
Am 2. April 2007 gab Viking Air die Bestellung von 27 Flugzeugen bekannt. Seit 2008 wird erneut die – mittlerweile modernisierte – DHC-6 Twin Otter in der Form der DHC-6-400 produziert. Der Jungfernflug der neuen Bauserie fand am 1. Oktober 2008 in Vancouver am Vancouver International Airport statt. Die Maschinen werden von zwei modernen Pratt & Whitney Canada PT6A-34/35 Turboprop-Triebwerken angetrieben. Im Februar 2010 begann die Serienproduktion der vollausgerüsteten Twin Otter Series 400 mit Honeywells Primus Apex IFR Digital Flight Deck. Daneben wird auch die DHC-2T Turbo Beaver aus Umbauten gebrauchter Exemplare hergestellt.